# Lane Smith
Walter Lane Smith III, född 29 april 1936 i Memphis, Tennessee, död 13 juni 2005 i Northridge, Los Angeles, Kalifornien, var en amerikansk skådespelare.

## Biografi
Smith gifte sig med Sydne MacCall år 1985, och de fick sonen Robby Smith två år senare. Äktenskapet med MacCall tog slut, och Lane Smith gifte om sig med Debbie Benedict i september år 2000. Äktenskapet varade fram till Smiths död och de fick två barn.
Lane Smith porträtterade president Richard Nixon i filmen The Final Days år 1989. Han har även medverkat i en rad TV-serier.

## Filmografi i urval
- 1973 – Racerbanans hjälte
- 1973 – Snutar som robbar
- 1975 – Huka dig Rooster, nu laddar hon om
- 1975 – Kojak (gästroll i TV-serie)
- 1977 – Björnligan slår till igen
- 1978 – Crash (TV-film)
- 1979 – Den stora tågkraschen
- 1980 – Mark, I Love You
- 1981 – Dallas (gästroll i TV-serie)
- 1983 – The American Snitch
- 1984 – En plats i mitt hjärta
- 1985 – Spanarna på Hill Street (TV-serie)
- 1986 – The Twilight Zone (gästroll i TV-serie)
- 1986 – Tracys hämnd
- 1986 – Alfred Hitchcock presenterar (gästroll i TV-serie)
- 1987 – Upplopp i Creedmorefängelset
- 1989 – Mord och inga visor (gästroll i TV-serie)
- 1989 – The Final Days
- 1990 – Blind hämnd
- 1992 – Min kusin Vinny
- 1993 – En svärson på halsen
- 1993–1997 – Lois & Clark (TV-serie)
- 1997 – Alien Nation - Udaras arv
- 2001 – WW 3
- 2002 – Vem dömer Amy? (gästroll i TV-serie)